# Йозеф Леопольд
Йозеф Леопольд (нім. Josef Leopold; 18 лютого 1889 — 24 червня 1941) — австрійський нацист, группенфюрер СА, титулярний оберстлейтенант вермахту.

## Біографія
Син фермера. Відвідував училище фруктів і вина, потім працював на фермі батька. В 1913 році вступив добровольцем в австро-угорську армію. Учасник Першої світової війни. 1 серпня 1915 року потрапив у російський полон. В січні 1918 року втік і повернувся в армію. Після війни вступив у фольксвер, в 1920 році — в австрійську армію. У вересня 1926 році вступив у НСДАП, з 29 серпня 1929 року — гауляйтер Нижньої Австрії. В 1932 році звільнився з армії і повністю присвятив себе політиці. В тому ж році обраний членом ландтагу Нижньої Австрії. Після заборони НСДАП в червні 1933 році неодноразово був заарештований, незважаючи на членство в ландтагу. З 29 січня 1935 по 21 лютого 1938 року очолював НСДАП у Австрії.
Після аншлюсу, внаслідок інтриг Едмунда Фезенмайєра, 25 травня 1938 року був призначений імперським інспектором НСДАП в Мюнхені. В жовтні 1939 року вступив у вермахт, командир стрілецького батальйону у званні оберст-лейтенанта. Загинув у перших боях Німецько-радянської війни.

## Сім'я
Дружина Сидоні Заксенедер (1894—1980), член НСДАП з 1927 року, нагороджена Золотим партійним знаком НСДАП.

## Нагороди
- Срібна медаль за хоробрість (Австро-Угорщина) 2-го і 1-го класу
- Пам'ятна військова медаль (Австрія) з мечами
- Почесний хрест ветерана війни з мечами
- Орден крові
- Золотий партійний знак НСДАП
- Почесний громадянин міста Кремс-ан-дер-Донау (1938)[1]
- Медаль «За вислугу років у НСДАП» в бронзі та сріблі (15 років)